# Etólia

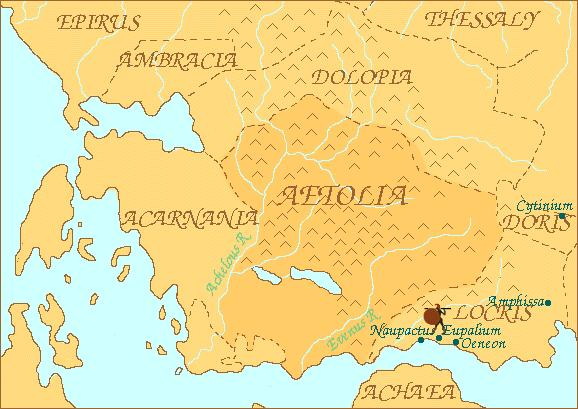
Antiga região da Etólia, Grécia.

A Etólia é uma região histórica montanhosa da Grécia, situada na costa norte do golfo de Corinto, que forma a parte oriental da atual prefeitura da Etólia-Acarnânia.

## Geografia
O rio Aqueloo separa a Etólia da Acarnânia, a oeste; a norte ela faz fronteira com o Epiro e a Tessália, a leste com os lócrios ózolas e, ao sul, com a entrada para o golfo Coríntio.
Na Antiguidade Clássica a Etólia era composta por duas partes; a Antiga Etólia, a oeste, ia do rio Aqueloo ao Eveno e a cidade de Cálidon, e a Nova Etólia, ou 'Etólia Adquirida', a leste, do Eveno e de Cálidon até a fronteira com os lócrios ozolianos. O país tinha uma região costeira plana e fértil, porém um interior montanhoso e improdutivo; as montanhas possuíam uma extensa fauna selvagem, célebre na mitologia grega como palco da caçada pelo Javali Calidônio.

## História
Os povos conhecidos como curetes e léleges habitavam originalmente a região, porém desde um período muito antigo gregos de Élide, liderados pelo seu mítico epônimo, Étolo, estabeleceram colônias. Na mitologia grega, Étolo sai de Élis depois de matar Ápis, rei do Peloponeso; chegando à região, ele é hospedado por Doro, Laodocus e Polypoetes, filhos de Phthia e Apolo e também os mata, e chama a região de Etólia, de acordo com seu nome.
Dioniso de Halicarnasso menciona que 'curetes' era o antigo nome dos etólios, e 'léleges' dos lócrios.
Os etólios participaram da Guerra de Troia, liderados por seu rei, Toas.
Os etólios montaram uma liga, a Liga Etólia, em tempos arcaicos. Logo a entidade se converteu numa poderosa confederação militar, originalmente organizada durante o reinado de Felipe II pelas cidades da região, garantindo a proteção e o benefício coletivo, e tornou-se uma rival formidável dos monarcas macedônicos e da Liga Aqueia. A Liga Etólia acabou sendo uma das instituições políticas mais eficazes de seu tempo.
Ao contrário de sua equivalente aqueia, existia nesta liga uma divisão entre os seus membros integrantes e aqueles aliados sobre os quais a Etólia mantinha alguma hegemonia. Isto permitia à Etólia manter uma democracia relativamente genuína, e as reuniões bienais da liga coincidiam com jogos, o que aumentava a participação de cidadãos que participava delas. Os etólios aliaram-se a Antíoco III, o Grande contra a República Romana e, com a derrota deste monarca em 146 a.C., passou a fazer parte da província romana da Acaia.
A reputação da Etólia sofreu um tratamento relativamente hostil das fontes antigas; considera-se atualmente, por exemplo, que Políbio tinha uma inclinação fortemente anti-etólica, possivelmente por suas ligações com o oponente da Etólia, Arato de Acaia.
Durante a Idade Média a Etólia fez parte do Império Bizantino e, posteriormente, passou para o domínio dos turcos otomanos. Depois de uma tentativa relativamente malsucedida de colonizar a região, os turcos apenas aprisionaram um número simbólico de escravos e recursos da região, e a abandonaram.